# 国道3号 (エチオピア)
国道3号（こくどう3ごう）は、エチオピアの国道のひとつ。

## 概要
エチオピアの首都アジスアベバからオロミア州を経て、アムハラ州のスーダン国境に至る。全長988km。国内生産量の4割を占めるアムハラ州の穀物の移送や原油輸入量の8割を占めるスーダンからの原油輸送路として、重要な道路となっている。

## 改良工事の実施
重要性に反してほぼ全線未舗装路であるなど、劣悪な道路環境にあったが、2000年代に入り日本の政府開発援助
（無償資金協力）、世界銀行の融資などにより舗装や橋梁の架け替え工事等が進められている。改良区間の概要と役割分担は次の通り。
- アジスアベバ-ゴハチオン-デジェン（約222km）：日本
- デジェン-デブレマルコス（約67km）：未舗装。同区間の地すべり地帯の調査、アバイ峡谷（青ナイル川）にかかる橋梁の架け替え工事が日本の無償資金協力により進められている。
- デブレマルコス-バハルダール（約256km）：世界銀行
- バハルダール-ゴンダール（約213km）：世界銀行
- ゴンダール-メテマ（国境）（約221km）：エチオピア